# Freixa (Soriguera)
Freixa és un poble del terme municipal de Soriguera, de la comarca del Pallars Sobirà, dins del territori de l'antic municipi de Soriguera. El 2009 tenia un habitant. A mitjan segle xix era un municipi independent.
Està situat a prop de l'extrem sud-est del terme municipal, en el vessant meridional de la Serra de Freixa, a l'esquerra del Torrent de Freixa i del Barranc del Prat de Comú.
A més de l'església de Sant Sadurní, formen el poble les cases de Cal Butxaca, Cal Maella, Cal Masover i Cal Torredà.

## Etimologia
Segons Joan Coromines, Freixa és un topònim romànic, format a partir del mot comú català freixe.

## Geografia
Situat en un coster, el poble es presenta allargassat longitudinalment, amb totes les cases pràcticament al mateix nivell, formant un parell de carrers que són, de fet, els espais entre les cases, bastant distanciades les unes de les altres. L'església de Sant Sadurní de Freixa es troba a la part central del poble, lleugerament decantada cap a llevant.
Les cases del poble
| - Casa Butxaca - Casa Camilo - Casa Colomers | - Casa Maella - Casa Masover - Casa la Mola | - La Rectoria - Casa Torredà |

## Història
El 1553 Frexa enregistrava 4 focs civils i cap d'eclesiàstic (uns 55 habitants).
Pascual Madoz dedica un article breu del seu Diccionario geográfico... a Freixa. Diu Madoz que és una localitat amb ajuntament situada en el vessant d'una muntanya, a prop del barranc de Castellàs. La combaten tots els vents, i el seu clima és fred; produeix inflamacions i pulmonies. Tenia en aquell moment 10 cases, una font i l'església parroquial de Sant Sadurní, servida per un capellà ordinari de la diòcesi. Les terres són fluixes, muntanyoses i pedregoses, de mala qualitat. S'hi collia blat, sègol, patates, mongetes i fenc. S'hi criava tota mena de bestiar, i hi havia caça de perdius, conills i llebres. Comptava amb 7 veïns (caps de casa) i 44 ànimes (habitants).